# Sarajevo

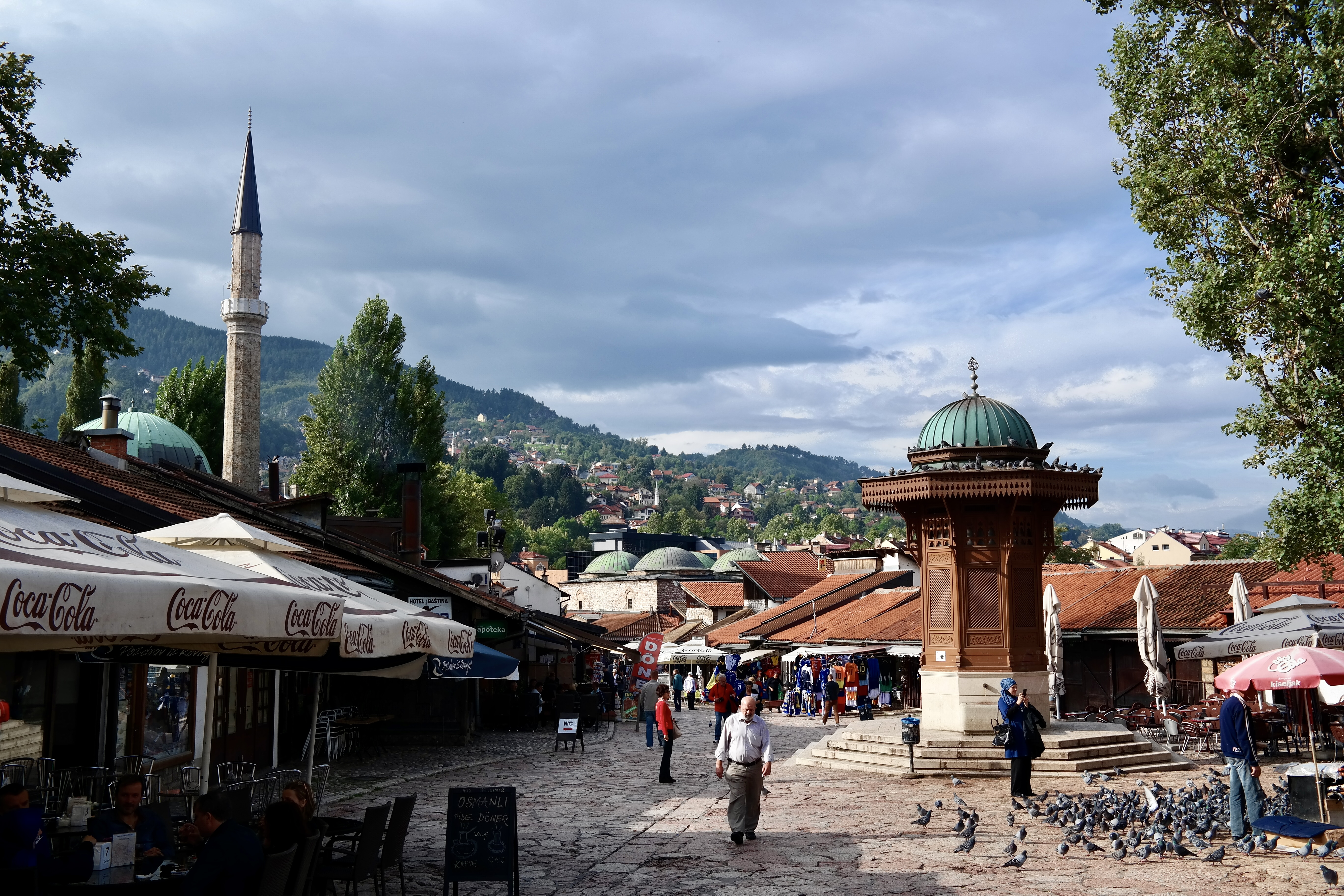
De Baščaršija, het oude centrum in Sarajevo

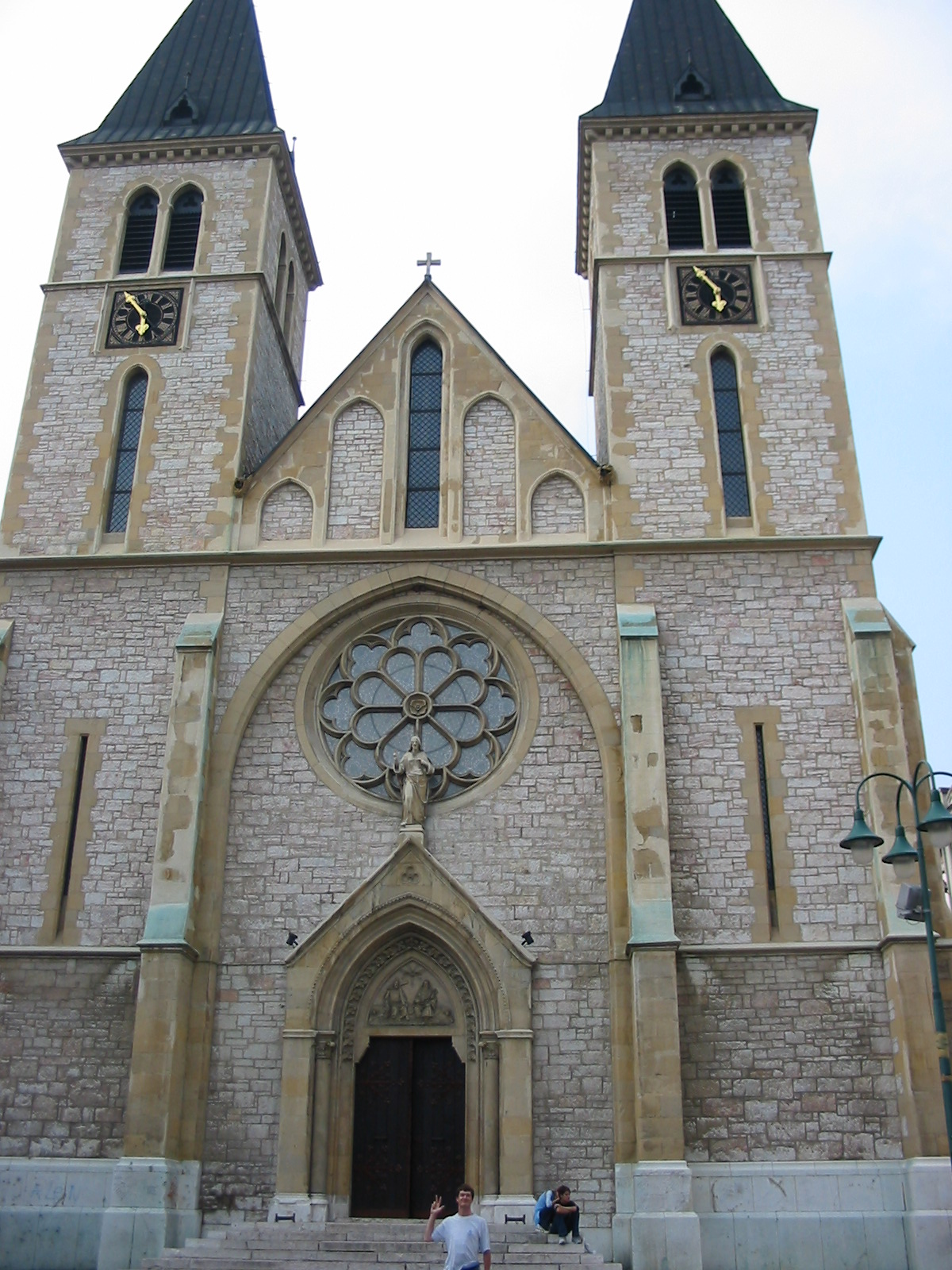
Heilig Hart-kathedraal

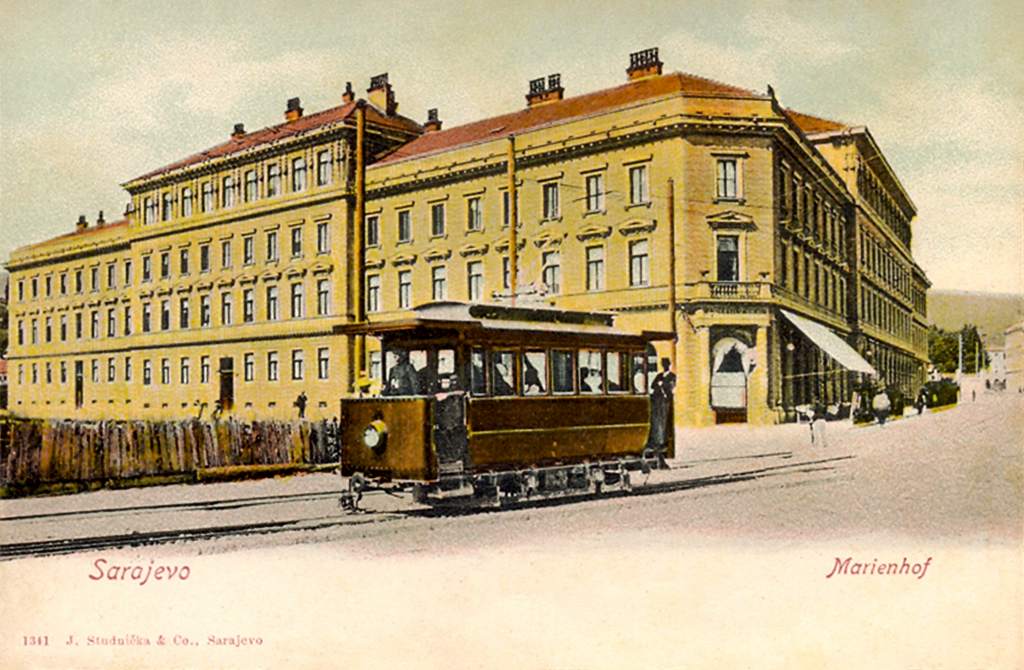
Tram uit 1901

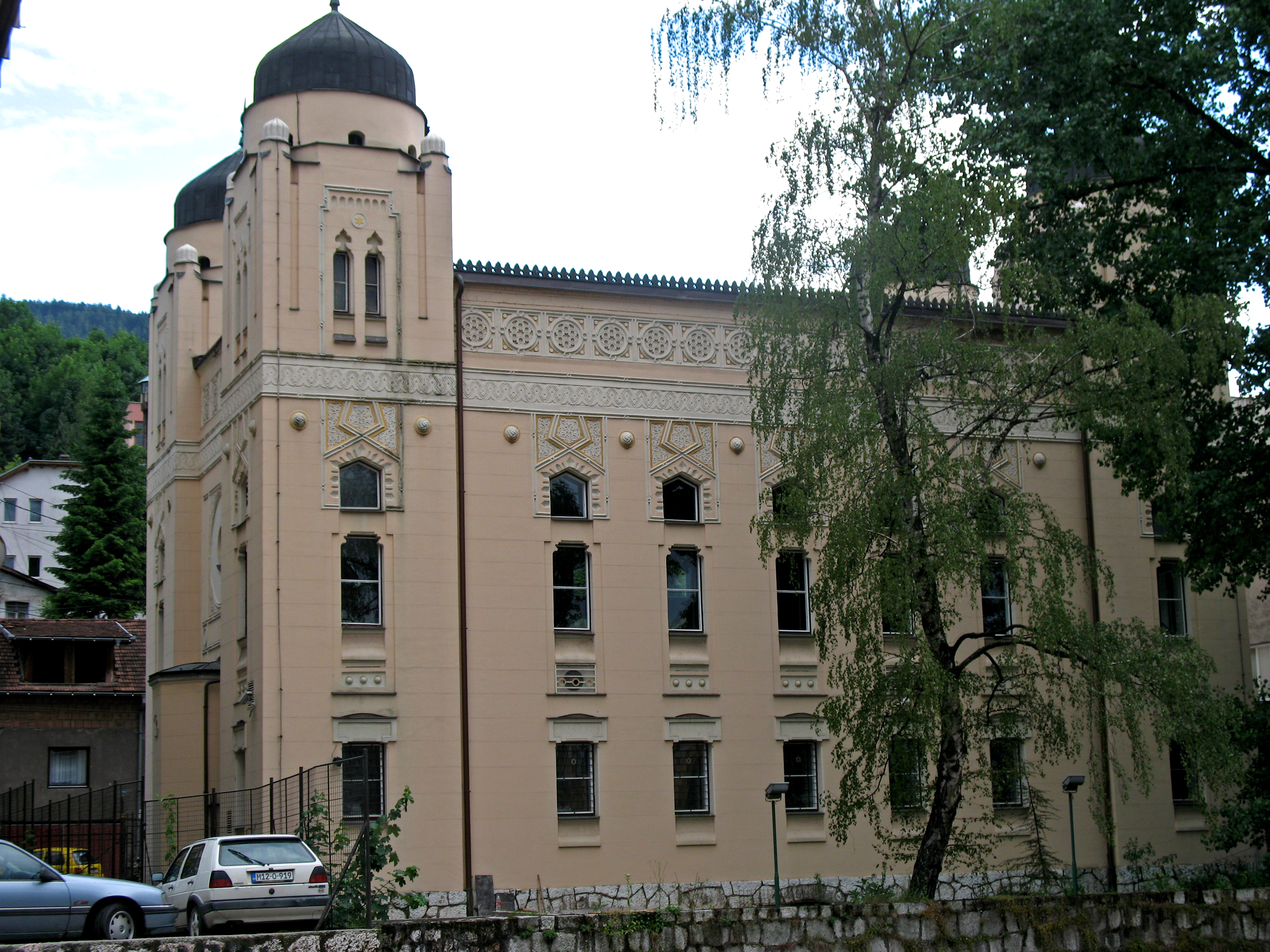
De Synagoge van Sarajevo (Sinagoga u Sarajevu)

Sarajevo (verouderd Saraj'vo, Saray Bosna; Nederlands exoniem Serajevo of Serajewo) is de hoofdstad en grootste stad van Bosnië en Herzegovina.
De stad werd in 1461 gesticht door de Bosnische Ottomanen. In 1914 speelde de stad een belangrijke rol in de wereldgeschiedenis, door de moord op aartshertog Frans Ferdinand en zijn vrouw die hier gepleegd werd en zo de Eerste Wereldoorlog inluidde. Zeventig jaar later was de aandacht van de wereld wederom gericht op Sarajevo: in 1984 werden de Olympische Winterspelen hier gehouden. Tussen 1992 en 1995, tijdens de Bosnische Oorlog, werd Sarajevo zwaar gebombardeerd door Bosnisch-Servische troepen.

## Geografie
Sarajevo ligt vlak bij het geometrische midden van Bosnië en Herzegovina. Het grootste deel van de stad is gebouwd in de Sarajevo-vallei: een kleine laagte van 500 meter boven zeeniveau, omgeven door bergen. De stad kent weinig hoogteverschillen, maar sommige gebieden in het oosten zijn tamelijk heuvelachtig.
De rivier de Miljacka doorkruist de stad van oost naar west. De bron van de rivier de Bosna ligt vlak bij Ilidža, een klein stadje in de omgeving van Sarajevo.
Sarajevo wordt omgeven door vijf bergen die deel uitmaken van de Dinarische Alpen: een gebergte dat door Kroatië, Bosnië en Herzegovina en Montenegro loopt. Deze bergen zijn in alfabetische volgorde:
- Bjelašnica: 2067 meter
- Igman: 1502 meter
- Jahorina: 1913 meter
- Trebević: 1627 meter
- Treskavica: 2088 meter

## Geschiedenis

### Vroege geschiedenis
De geschiedenis van Sarajevo gaat terug tot in het stenen tijdperk, toen de Butmircultuur bloeide in de regio. Van deze periode zijn weinig overblijfselen bewaard gebleven, en pas in 1893 werden er ontdekkingen in deze richting gedaan tijdens bouwwerkzaamheden voor de agrarische universiteit van Sarajevo.
In de regio bestonden veel Illyrische nederzettingen. Deze Illyriërs behoorden tot de stam van de Daesitaten, die zich gedurende lange tijd wisten te verzetten tegen de Romeinse bezetting. Hun verzet werd door keizer Tiberius neergeslagen.
Onder de Romeinse heerschappij maakte Sarajevo deel uit van de provincie Dalmatië. De belangrijkste Romeinse stad in de regio werd Aquae Sulphurae, op de plek van het huidige Ilidža.

### De Ottomaanse tijd
Meestal wordt 1461 genoemd als het jaar waarin Sarajevo werd gesticht. Daarvoor bestond Sarajevo uit een gemeenschap van dorpen, maar in 1461 voegde de eerste Ottomaanse gouverneur van Bosnië en Herzegovina Isa-beg Ishaković de dorpen samen tot een stad. Hij maakte er bovendien een belangrijke stad van door cruciale bouwwerken neer te zetten, zoals een moskee, een overdekte markt, een badhuis en een kasteel voor zichzelf. Dit kasteel (de Saray) gaf Sarajevo haar huidige naam.
In de 16e eeuw maakte Sarajevo onder Gazi Husrev-beg een periode van grote bloei door. De stad werd een van de modernste steden van Europa. Aan het einde van de 16e eeuw was Sarajevo zelfs de tweede stad van de Balkan, na Istanboel. Het inwoneraantal was tegen die tijd toegenomen tot meer dan 80.000. Het was de Gouden Eeuw van Sarajevo.
In de loop van de 17e eeuw begon echter de eerste aftakeling van het Ottomaanse Rijk. In 1697 werd de stad verwoest tijdens een door prins Eugenius van Savoye geleide veldslag tegen het Ottomaanse Rijk. De stad moest vanaf de eerste steen herbouwd worden, en ook de bestuurlijke structuur was in het ongerede geraakt. Dit laatste had als gevolg dat Sarajevo haar status van hoofdstad van het gebied moest afstaan aan Travnik. Gedurende tien jaren, van 1747 tot 1757, maakte de stad een periode van volledige anarchie door. Aan het einde van de 18e eeuw brak de pest uit in de stad, en in 1788 werd Sarajevo opnieuw getroffen door een grote brand.

### Het Habsburgse rijk
In 1878 bepaalde het Verdrag van Berlijn dat Bosnië en Herzegovina deel zou gaan uitmaken van Oostenrijk-Hongarije. Daarmee kwam ook Sarajevo onder Habsburgs gezag te staan. De stad verzette zich hevig tegen deze overdracht, en dat leidde tot gevechten in de stad tussen de burgers en het Oostenrijkse leger. De Oostenrijkers hadden deze gevechten echter al snel de kop ingedrukt.
De overdracht aan Oostenrijk-Hongarije bleek uiteindelijk voornamelijk positieve ontwikkelingen op te leveren op het gebied van industrialisatie, economie en politiek. De stad moest ook letterlijk worden herbouwd naar westers model. Een nieuwe brand in het oude centrum was daarbij van onverwachte dienst, want op de daardoor vrijgekomen plekken konden er gebouwen naar Oostenrijks model worden gebouwd. Dit resulteerde in een mengelmoes van Ottomaanse en Westerse architectuur. Het onderwijs werd op Westerse leest geschoeid, en de bewoners van Sarajevo vervingen het Cyrillische schrift door het Latijnse schrift. Sarajevo werd ook de eerste stad in Europa met een tram.
De belangrijkste gebeurtenis te Sarajevo gedurende de Habsburgse tijd was de moord op Frans Ferdinand. De jonge Servische extremist Gavrilo Princip schoot bij een aanslag op 28 juni 1914 de Oostenrijkse troonopvolger Frans Ferdinand dood tijdens diens bezoek aan de stad. Dit zou leiden tot escalerende diplomatieke spanningen die de aanleiding vormden tot het uitbreken van de Eerste Wereldoorlog, een maand later op 28 juli 1914.

### Sarajevo in Joegoslavië
Na de Eerste Wereldoorlog ging Sarajevo met Bosnië en Herzegovina deel uitmaken van het Koninkrijk Joegoslavië. De stad verloor een groot deel van haar glorie, en er werden geen belangrijke bouwwerken toegevoegd aan de stad.
In de Tweede Wereldoorlog ging Sarajevo deel uitmaken van de Onafhankelijke Staat Kroatië, de Duitse satellietstaat onder heerschappij van Tomislav II. De Joodse gemeenschap in Sarajevo werd in die periode bijna uitgeroeid. Het verzet in Sarajevo werd geleid door de partizaan Vladimir "Valter" Perić. Een groot deel van de burgerbevolking had zich bij dit verzet aangesloten. De legendarische Perić werd gedood tijdens een gevecht op 6 april 1945: de dag dat Sarajevo werd bevrijd.
Na de bevrijding werd Sarajevo de hoofdstad van de Republiek Bosnië en Herzegovina, in de Socialistische Federale Republiek van Joegoslavië. De communisten investeerden enorm in de opbouw en uitbreiding van de stad. Er werden nieuwe wijken gebouwd, de industrie werd ontwikkeld en Sarajevo werd weer een van de belangrijkste steden op de Balkan. De bevolkingsomvang nam toe van 115.000 vlak voor de Tweede Wereldoorlog tot 430.000 aan het einde van het Joegoslavische tijdperk.
Het toppunt van de bloei die Sarajevo in socialistisch Joegoslavië doormaakte werd veroorzaakt door de Olympische Winterspelen 1984 die er werden gehouden. Ze brachten een grote opleving van het toerisme, waardoor de jaren tachtig voor de stad de beste jaren van de 20e eeuw werden.

### Sarajevo in Bosnië

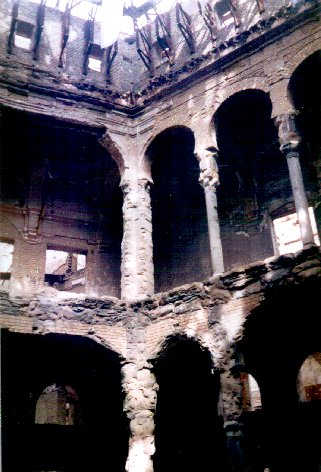
De universiteitsbibliotheek in september 1996

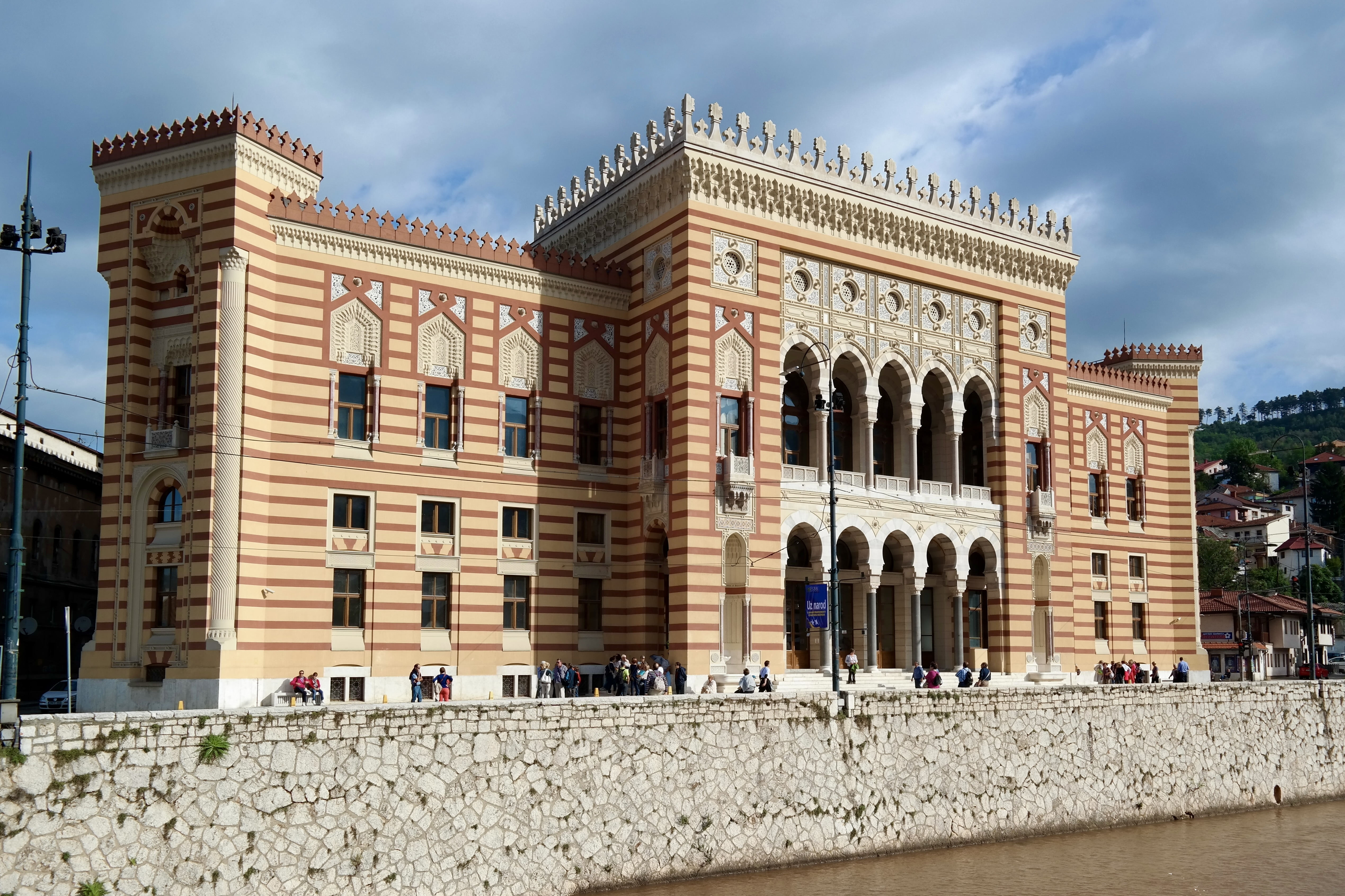
De gerestaureerde stadhuis-bibliotheek na heropening in 2014

Met het uitroepen van de onafhankelijkheid van Bosnië en Herzegovina op 5 april 1992 brak er voor Sarajevo een ander tijdperk aan. De stad werd de hoofdstad van de nieuwe staat. In de weken voorafgaand aan de onafhankelijkheidsverklaring was Sarajevo het toneel van demonstraties en betogingen, en intussen hadden troepen van het Joegoslavische Volksleger zich in de bergen rond de stad gevestigd.
Op de dag van de onafhankelijkheidsverklaring werd in Sarajevo tijdens een demonstratie de studente Suada Dilberović door een onbekende schutter gedood. Dit incident luidde het begin van jaren van belegering in.
Wat volgde, waren drie jaren waarin de stad werd beschoten en gebombardeerd vanuit de omliggende bergen. De bewoners leefden zonder de gebruikelijke voorzieningen van elektriciteit, verwarming, water en medische zorg, en er was een voortdurend gebrek aan voedsel. Wel werd er een tunnel gegraven waardoor zaken veilig konden worden aangevoerd.
Tijdens de belegering werden naar schatting 12.000 mensen gedood en 50.000 mensen gewond. Ook werden er veel gebouwen en voorwerpen van cultureel belang verwoest. Zo werd op 25 augustus 1992 de bibliotheek van de universiteit verwoest, waardoor een groot deel van de Bosnische geschreven cultuur in vlammen opging. Minstens 700 unieke manuscripten gingen verloren. Gedurende drie jaren vonden er in Sarajevo gemiddeld 329 bominslagen per dag plaats. Het record werd bereikt op 22 juli 1993, toen er 3777 inslagen werden geteld. Na de ondertekening van de Daytonakkoorden in 1995 werd de belegering op 29 februari 1996 officieel ten einde verklaard.
De daarop volgende jaren stonden in het teken van wederopbouw. Haast elk gebouw in de stad had meer of minder ernstige schade geleden. Overal in de stad stonden ruïnes, bijna alle muren waren getekend door kogelinslagen en ook lagen er landmijnen in en om de stad. In 2003 waren veel van de ruïnes verdwenen. Sarajevo werd weer het toneel van internationale festiviteiten, zoals het Sarajevo Film Festival. De stad kende na 1996 wederom een snelle ontwikkeling. Naar verwachting zal Sarajevo in het jaar 2020 het vooroorlogse inwoneraantal weer bereiken.

## Bevolking

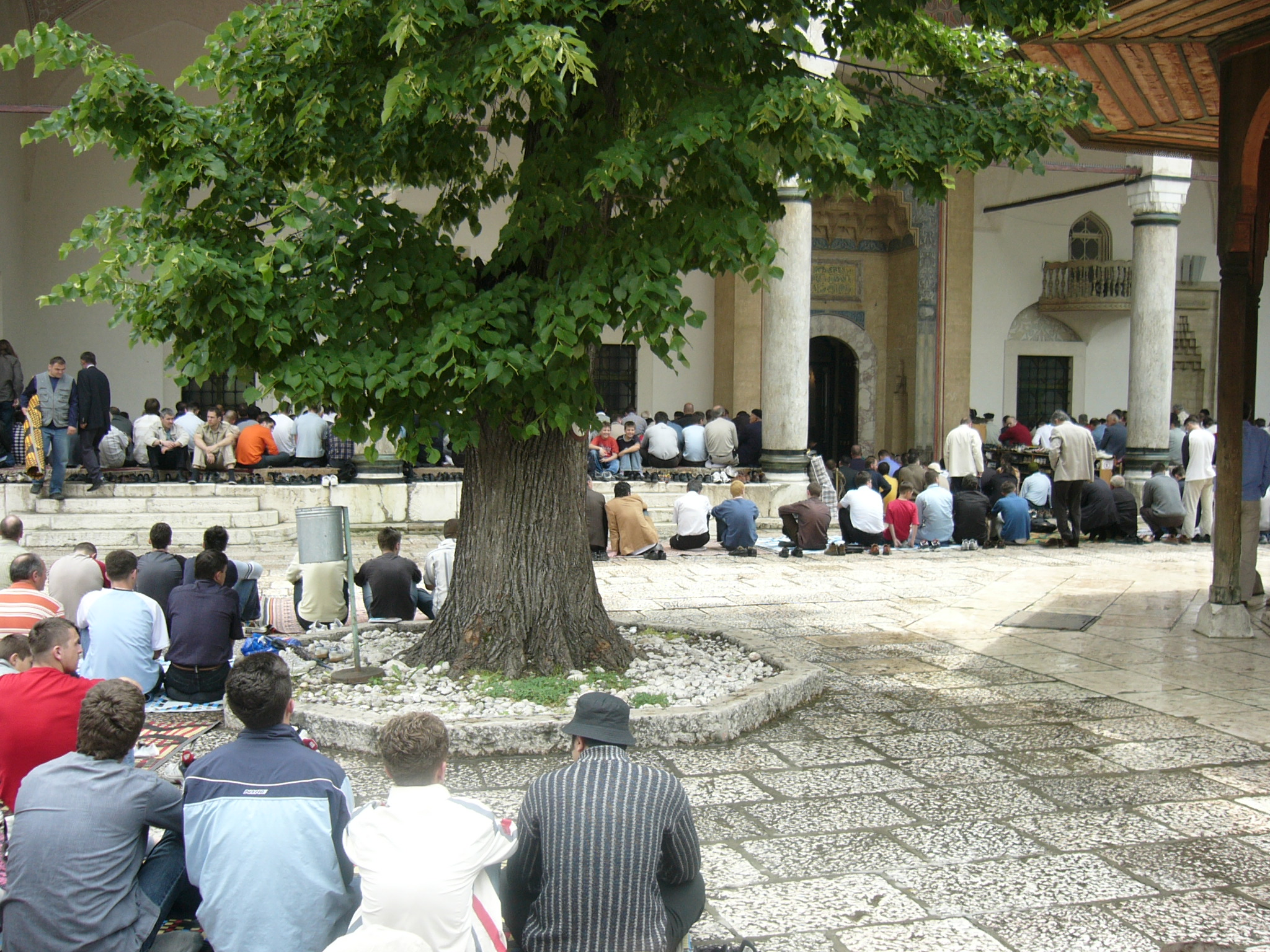
Moslims bij de Gazi-Husrev-Begmoskee.

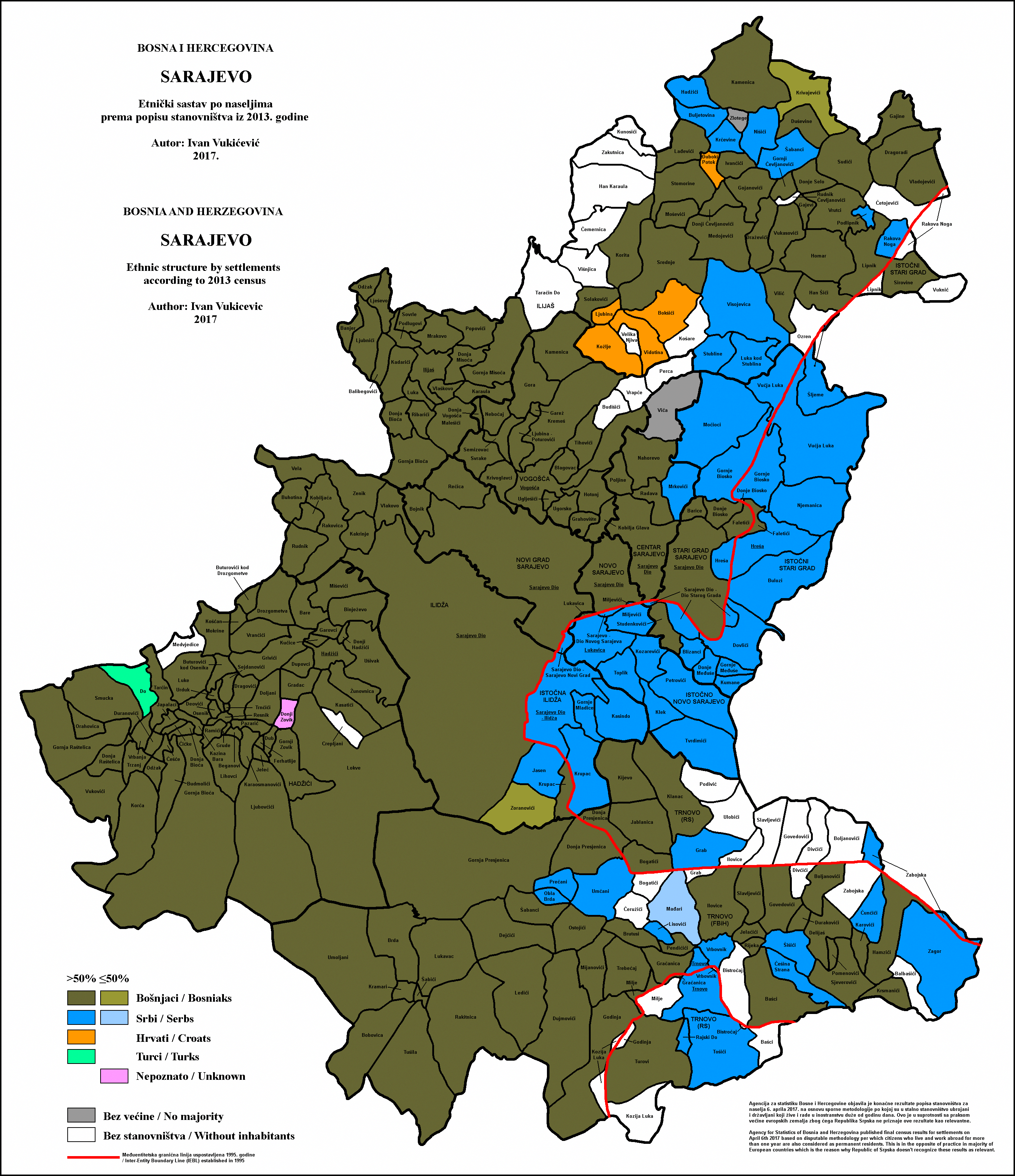
Etnische samenstelling van Sarajevo (2013)

Tussen 1895 (37.713 inwoners) en 1981 (379.608 inwoners) is het inwoneraantal van de stad Sarajevo meer dan vertienvoudigd. Tijdens de Bosnische Burgeroorlog verloor de stad een groot deel van het inwoneraantal. Door deze oorlog zijn honderdduizenden mensen op de vlucht geslagen, van wie de meerderheid niet is teruggekeerd. De laatste officiële Joegoslavische volkstelling vond plaats in 1991 en registreerde 527.049 mensen die in het kanton Sarajevo woonden en 454.319 inwoners in de eigenlijke stad Sarajevo. In 2013 woonden er 275.524 inwoners in de zes gemeenten van de stad Sarajevo en 413.593 inwoners in het kanton Sarajevo.

### Etnische samenstelling
Na de Bosnische Burgeroorlog in de jaren negentig is er sprake van een homogenisering van de bevolking van Sarajevo. In 1991 vormden Bosniakken nog de helft van de bevolking, maar dit aandeel groeide in 2013 tot bijna 85% van de bevolking. Het aantal Serviërs is in dezelfde periode afgenomen: van 157.143 personen in 1991 tot 13.300 personen in 2013. Het aantal Kroaten is gehalveerd van 34.873 tot 17.520, terwijl het aantal Joegoslaven bijna is verdwenen.
| Jaar | Bosniakken (incl. Moslims) | Bosniakken (incl. Moslims) | Serviërs | Serviërs | Kroaten | Kroaten | Joegoslaven | Joegoslaven | Anders | Anders | Totaal  |
| Jaar | Aantal                     | %                          | Aantal   | %        | Aantal  | %       | Aantal      | %           | Aantal | %      | Totaal  |
| ---- | -------------------------- | -------------------------- | -------- | -------- | ------- | ------- | ----------- | ----------- | ------ | ------ | ------- |
| 1931 | 29.649                     | 37,93                      | 18.630   | 23,83    | 21.373  | 27,34   | -           | -           | 8.768  | 11,22  | 78.173  |
| 1948 | 39.328                     | 34,57                      | 40.914   | 35,96    | 26.486  | 23,28   | -           | -           | 7.041  | 6,19   | 113.769 |
| 1991 | 259.470                    | 49,23                      | 157.143  | 29,82    | 34.873  | 6,62    | 56.470      | 10,71       | 19.093 | 3,62   | 527.049 |
| 2013 | 348.284                    | 84,21                      | 13.300   | 3,22     | 17.520  | 4,24    | 370         | 0,09        | 34.119 | 8,25   | 413.594 |

### Religie
De islam is de grootste religie in Sarajevo. In de volkstelling van 2013 werden 350.594 'islamieten' en 4.602 'moslims' in het kanton Sarajevo geregistreerd, oftewel een totaal van 355.196 moslims (85,9% van de bevolking). In de 'eigenlijke' stad Sarajevo werd een totaal van 227.741 moslims geregistreerd, oftewel 82,7% van de bevolking. De grootste minderheidsreligie in de stad en het kanton Sarajevo was het katholicisme (12.608 en 16.530 personen; 4,6% resp. 4%), gevolgd door de Servisch-Orthodoxe Kerk (10.532 en 13.543 personen; 3,8% resp. 3,3%). Ongeveer 2% van de bevolking was atheïst, 1% was agnost en de rest van de bevolking heeft geen specifieke of een andere religie.

Sarajevo wordt de Europese Jeruzalem genoemd vanwege de 'etnische en religieuze diversiteit' die de stad kent
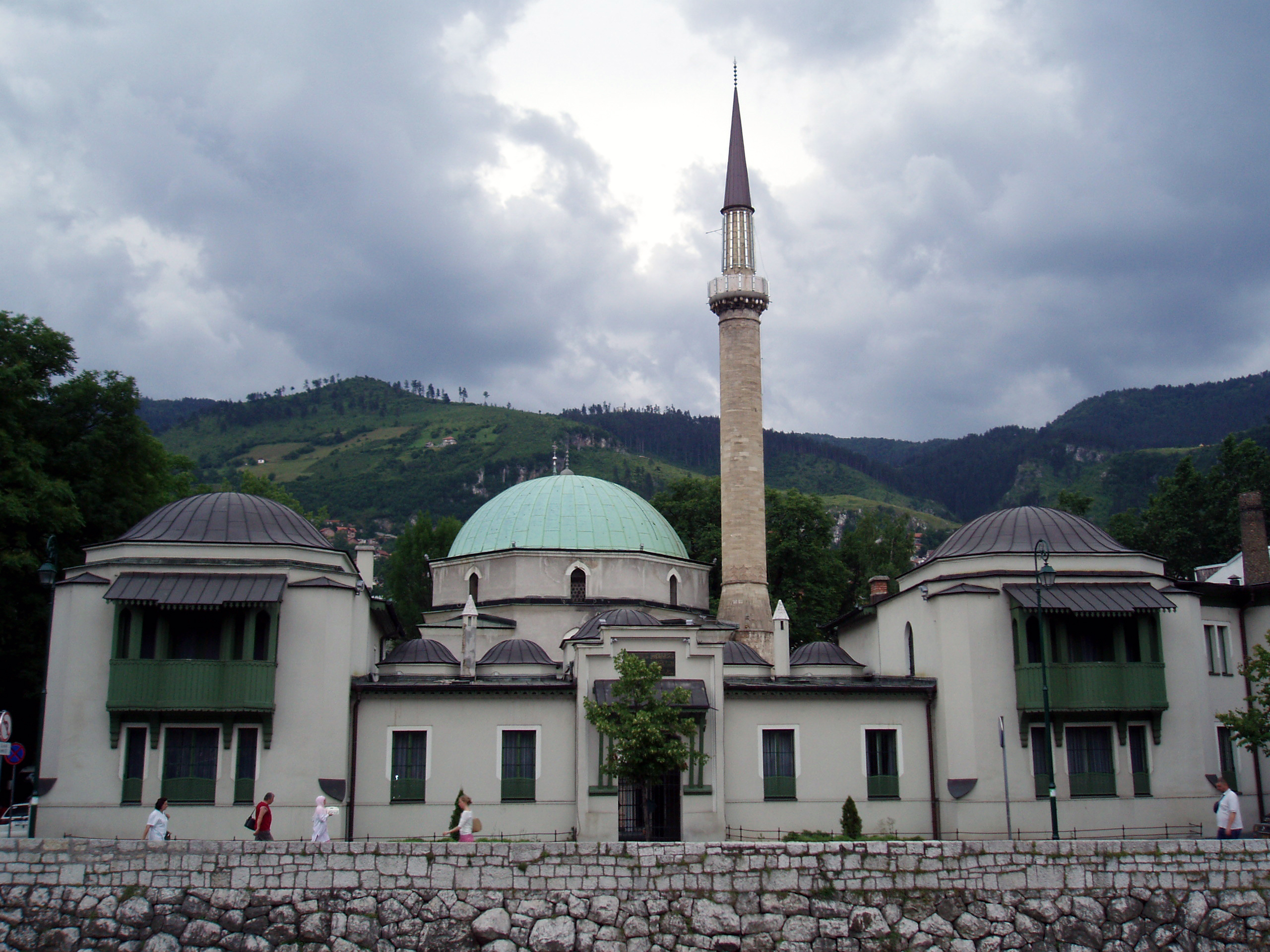
Moskee
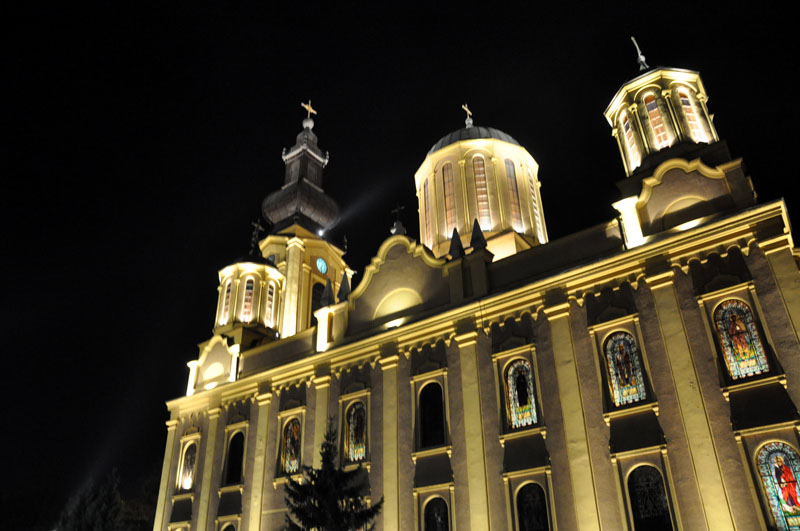
Servisch-Orthodoxe Kerk
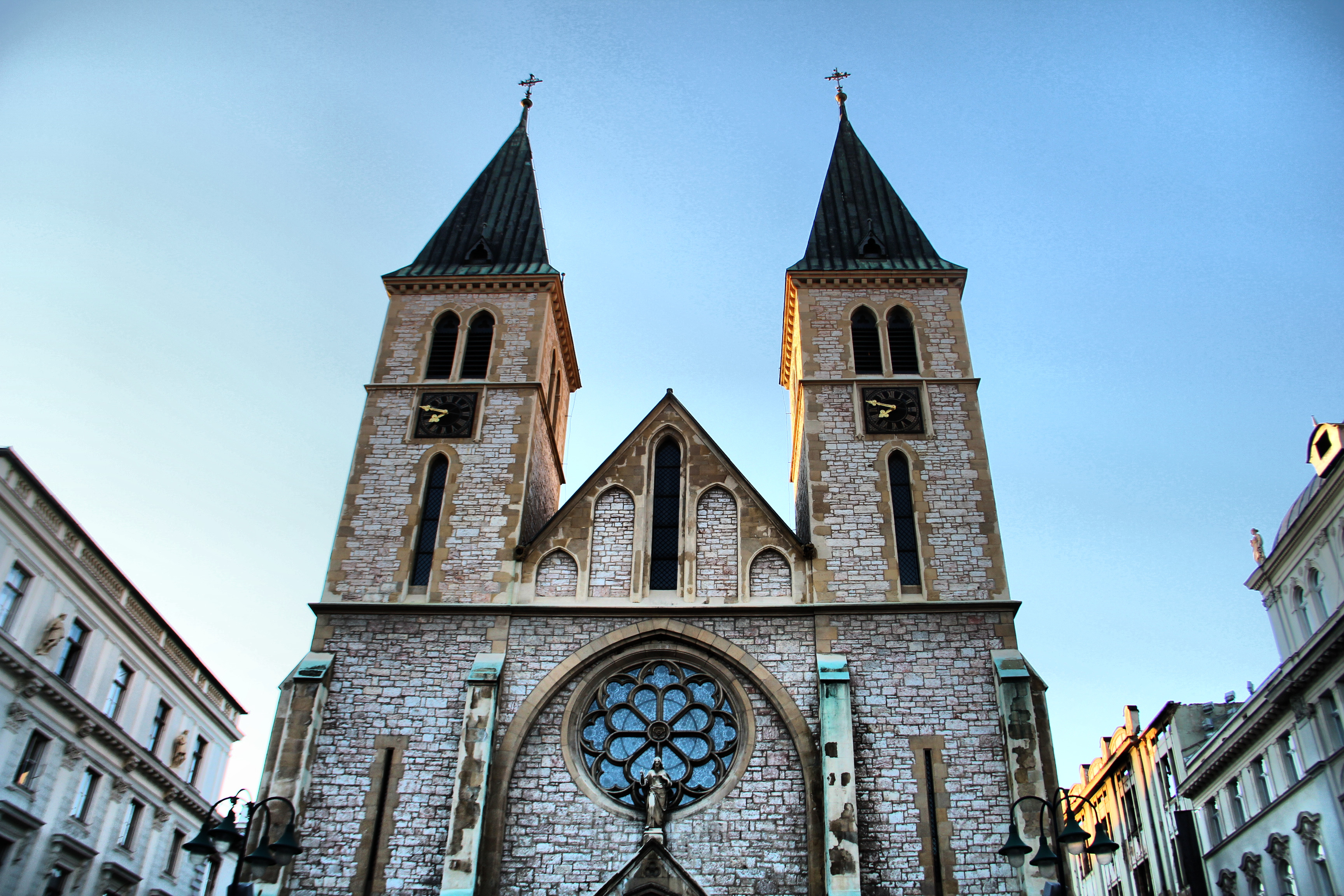
Katholieke kathedraal
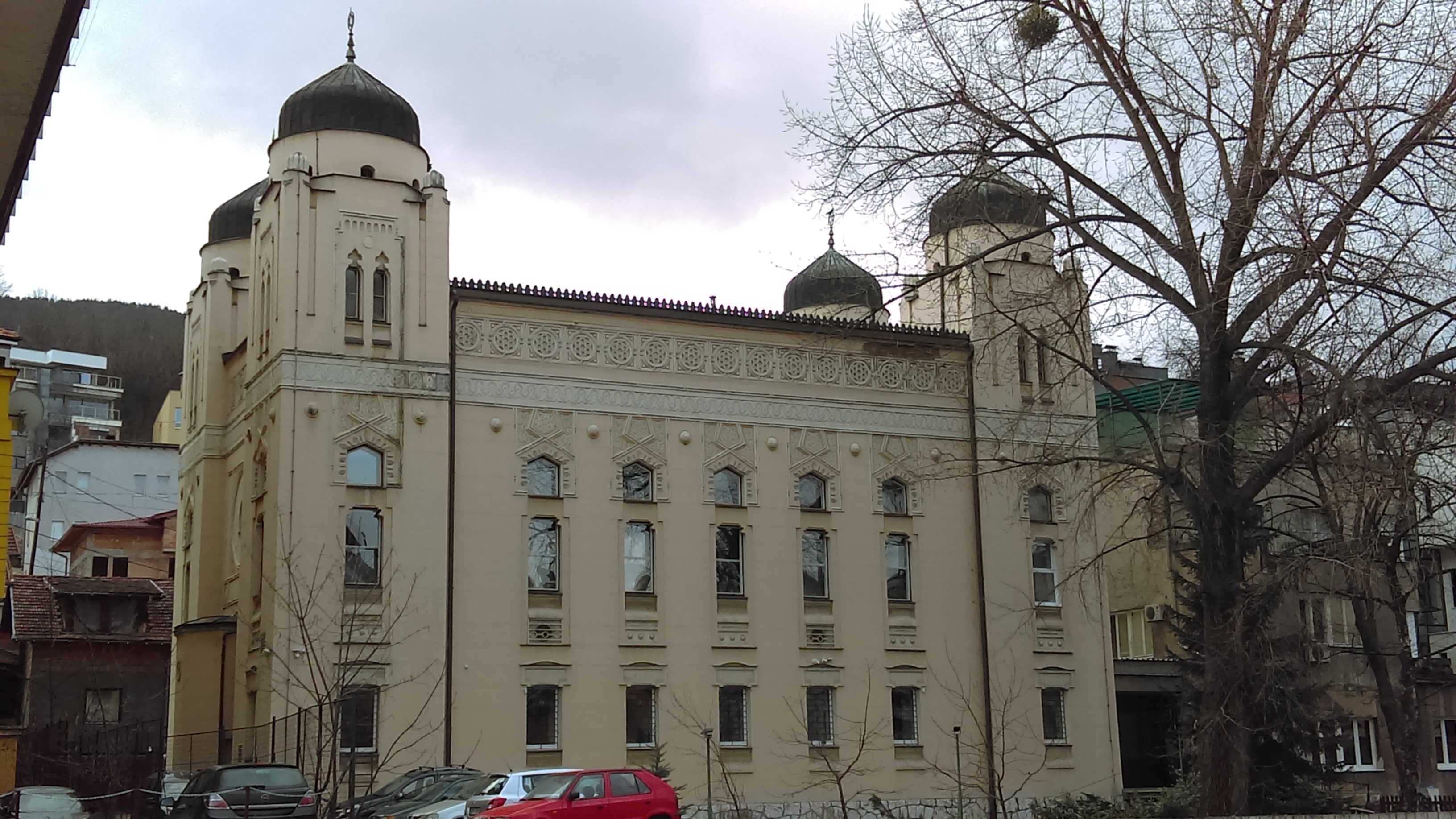
Synagoge

## Belangrijke bezienswaardigheden
- Gazi-Husrev-Beg-moskee, gebouwd tussen 1530 en 1531; dit is een van de belangrijkste Ottomaanse monumenten van de Balkan
- Keizermoskee, oorspronkelijk uit 1462, herbouwd in 1566
- de Oude orthodoxe kerk uit de 16e eeuw
- Heilig Hart-kathedraal, rooms-katholieke kathedraal, gebouwd tussen 1884 en 1889
- Orthodoxe Kathedraal, gebouwd in 1882
- Universiteitsgebouw, uit de 19e eeuw
- Despića kuća (Despića-huis, traditioneel huis van een middenstandsfamilie, tegenwoordig is dit een museum)
- Latijnsebrug, (vroeger de Principbrug genoemd) uit 1798
- Svrzo-Huis, 18e-eeuws huis van de islamitische familie Svrzo, tegenwoordig is dit een museum
- Sebilj, Turkse waterbron van origine uit 1753, huidige gebouw is 19e-eeuws op het Duivenplein
- Brusa bezistan, markthal uit 1531, tegenwoordig museum van de stad Sarajevo
- Bosniakken instituut
- Gazi-Husrev-beg-Madressa, islamitische school en bibliotheek uit 1530
- Koning Fahd Moskee, grootste moskee van Europa uit 2000
- Parlementsgebouw
- Osmaanse wijk
- Avaz Twist Tower, hoogste wolkenkrabber van Bosnië.
- Oude joodse begraafplaats, de op een na grootste joodse begraafplaats in Europa

### Musea
- Historisch museum
- Nationaal museum
- Museum voor de Habsburgse periode 1878-1918
- Alija Izetbegović museum
- Bosnische leger museum Armija BiH
- War Childhood Museum
- Islam Gazi Husref museum
- Tunnel van Sarajevo
- Ars Aevi
- en diverse andere musea

## Economie
De regio Sarajevo is een van de meest ontwikkelde regio's in Bosnië en Herzegovina. De economie is gebaseerd op industrie en toerisme. Ook het bestuur van land, kanton en stad vormt een grote werkgever voor de inwoners van Sarajevo.
In de jaren tachtig van de 20e eeuw bereikte de economie van Sarajevo een hoogtepunt, als gevolg van de Olympische winterspelen die daar in 1984 werden gehouden. Gedurende de belegering van de stad waren de bombardementen vaak gericht op doelen van economisch belang, een groot deel van de economische structuur werd toen vernietigd. De wederopbouw van de stad ging gepaard met verbeteringen.
Internationale Luchthaven Sarajevo is het internationale vliegveld van de stad.

## Media
Sarajevo is als hoofdstad van Bosnië en Herzegovina tevens het centrum van de media in het land. De meeste televisiestations in het land zijn gevestigd in Sarajevo, evenals de belangrijkste kranten en weekbladen.
De grootste kranten zijn Oslobođenje en de Dnevni Avaz. De redacties van deze kranten zijn naast elkaar gevestigd in de deelgemeente Novi Grad. Dnevni Avaz is de meest succesvolle krant van de twee. De krant werd in 1995 opgericht in de Sandžak. De krant zou banden hebben met de SDA (Partij voor Democratische Actie) en dat zou een deel van het succes verklaren. Oslobođenje werd in 1943 opgericht in Sarajevo, als krant van het communistische verzet. Tijdens de belegering van Sarajevo lukte het deze krant om dagelijks te blijven verschijnen.

## Sport
Het sportieve hoogtepunt voor Sarajevo was de organisatie van de Olympische Winterspelen in 1984. De schaatswedstrijden werden verreden op de Zetra Ice Rink. Daar vond ook in 1985 het WK allround voor vrouwen en in 1991 het EK allround plaats. In 1992 werd de baan voor goed gesloten.
De twee belangrijkste voetbalclubs van Sarajevo zijn FK Željezničar Sarajevo en FK Sarajevo. Beiden werden kampioen van zowel Joegoslavië als later Bosnië en Herzegovina. FK Sarajevo speelt in het Asim Ferhatović Hasestadion. Dit is het grootste stadion van de stad. FK Željezničar Sarajevo speelt in het kleinere Grbavicastadion.

## Politiek

### Bestuur
Sarajevo is in politiek opzicht de belangrijkste stad van Bosnië en Herzegovina. Het is de hoofdstad van het land en van de Federatie van Bosnië en Herzegovina, een van de twee sub-entiteiten van het land. Verder wordt ook het kanton Sarajevo bestuurd vanuit de stad Sarajevo. De stad Sarajevo is de enige stad in het land die uit verschillende deelgemeenten bestaat. Hoewel Sarajevo de hoofdstad is van het land, is dit niet altijd zo geweest. Travnik is korte tijd hoofdstad geweest van Bosnië, maar werd niet te lang daarna weer onder Sarajevo geplaatst, waardoor de stad weer zijn status als hoofdstad terugkreeg.

### Stedenbanden
Sarajevo heeft officieel een stedenband met de volgende steden:
- Akhisar (Turkije)
- Amsterdam (Nederland)
- Ankara (Turkije), sinds 1994
- Bakoe (Azerbeidzjan)
- Barcelona (Spanje), sinds 2000
- Boedapest (Hongarije)
- Bursa (Turkije)
- Calgary (Canada)
- Collegno (Italië)
- Coventry (Verenigd Koninkrijk)
- Dayton (Verenigde Staten)
- Dubrovnik (Kroatië)
- Ferrara (Italië)
- Friedrichshafen (Duitsland)
- Innsbruck (Oostenrijk)
- Istanboel (Turkije)
- Koeweit (Koeweit)
- Ljubljana (Slovenië), sinds 24 januari 2002
- Maagdenburg (Duitsland)
- Napels (Italië)
- Prato (Italië)
- Serre Chevalier (Frankrijk)
- Stockholm (Zweden)
- Tianjin (China)
- Tirana (Albanië)
- Tlemcen (Algerije)
- Tripoli (Libië)
- Venetië (Italië), sinds 1994
- Wolfsburg (Duitsland)
- Zagreb (Kroatië), sinds 2001

### Bestuurlijke indeling
Belangrijke/bekende wijken zijn:
- Baščaršija
- Bistrik
- Dobrinja
- Grbavica
- Hrasno
- Marijin Dvor
- Kovaci
- Sredrenik
- Kosevo
- Ciglane
- Cengic Vila
- Breka
- Pofalici
- Sip
- Otoka
- Stup
- Vogosca
- Kobilja Glava
- Ilidža

## Bekende inwoners van Sarajevo
- Ivo Andrić (1892-1975), schrijver
- Vladimir Prelog (1906-1998), Kroatisch-Zwitsers chemicus en Nobelprijswinnaar (1975)
- Alija Izetbegović (1925-2003), politicus
- Tinka Kurti (1932), Albanees actrice
- Asim Ferhatović (1933-1987), atleet
- Vehid Gunić (1941), journalist en schrijver
- Ivica Osim (1941-2022), voetballer en trainer
- Džemaludin Mušović (1944), voetballer en voetbalcoach
- Abdulah Sidran (1944), schrijver
- Momčilo Krajišnik (1945-2020), politicus
- Fikret Mujkić (1949), voetballer
- Goran Bregović (1950), componist
- Emir Kusturica (1954), filmregisseur
- Boris Tadić (1958), president van Servië (2004-2012)
- Branko Crvenkovski (1962), president van Macedonië (2004-2009)
- Mario Stanić (1972), voetballer
- Zlata Filipović (1980), schrijfster
- Dalal Midhat-Talakić (1981), zangeres
- Deen (1982), zanger
- Haris Medunjanin (1985), Bosnisch-Nederlands voetballer
- Edin Džeko (1986), voetballer
- Jasmin Fazlić Jala (1986), rapper
- Armin Cerimagic (1994), voetballer
- Armin Hodžić (1994), voetballer
- Haris Silajdzić, politicus
- Melika Hadzic, violiste en performer
- Dario Đumić (1992), voetballer
- De 6 miljardste mens volgens telling van de Verenigde Naties, geboren op 12 oktober 1999.